# 東果穂
東 果穂（ひがし かほ、1997年〈平成9年〉9月30日 - ）は、日本の実業家。広島市の中心部をリアカーで行商する「おむすび屋台」を営む経営者。
広島県呉市焼山町出身。近畿大工学部建築学科を中退後、携帯電話会社や関西本社のイベント会社で勤務。
2024年3月にシェア型クラウドキッチンを拠点に「that’s rice」の屋号でおむすび屋台の事業を始める。

## 来歴

### 生い立ち
1997年、広島県呉市焼山町に4人姉弟（弟3人）の長女として生まれる。鉄板焼き屋を営む両親の影響で、中学生になると、歳の離れた弟の面倒を見ながら、お店を手伝うようになる。
地元の高校を卒業後、東広島にキャンパスがある近畿大学に合格したことをきっかけに、親元を離れ、18歳で一人暮らしを始める。絵を描くことやインテリアが好きだったこともあり、建築学科へ進学したが、21歳で大学を中退する。
大学を辞めた後、契約社員として広島市にある携帯電話を販売するイベント会社に派遣され、イベントで携帯電話を販売する仕事に就く。
2023年の12月、契約社員として勤務していた会社を退職。
会社を辞めた後、リヤカーでわらび餅を売っている移動販売に目をつけ、「行商」という枠組みによる起業への準備を始める。開業資金100万円を貯金から捻出し、広島市中区富士見町にシェア型クラウドキッチン「ホーミーズキッチン」の厨房の1つを借り、おむすび販売の製造拠点とする。
おむすび屋台を引くリアカーは、祖父が手作りしてくれた自前のもの。
2024年3月23日、屋号をおむすび屋台「That's rice」と名付け、プレオープンする。
2024年11月、飲食店を撮影しているYouTubeチャンネル「うどんそば 広島・岡山」に取り上げられ、その動画が3カ月で500万回以上の再生数を記録。それをきっかけにメディアから取材を受けるようになる。

## 出演

### メディア
- 2024年 8月｜TSSテレビ新広島　情報番組 TSSライク!取材[9]
- 2024年10月｜広島ホームテレビ　情報番組「ピタニュー」[10]
- 2024年11月｜RCC中国放送　情報番組「イマナマ!」取材[11]
- 2024年 1月 ｜福岡ラジオ CROSS FM MISHIMASH FRIDAY 金ズマに出演[要検証 – ノート][12]

- 2024年 2月｜朝日新聞&朝日新聞デジタル 朝刊に掲載[13]
- 2024年 3月｜名古屋ラジオ ZIP-FM MORNING BOOOOOOSTに出演[要検証 – ノート][14]

### 出版
- 2025年2月｜月間タウン情報ひろしま 2月号 おにぎり特集 記事掲載[15]
- 2025年3月｜ビジネス総合誌「PRESIDENT Online」　記事掲載[4]

## 活動実績
- 2024年10月｜JAバンク起農みらい塾　ゲスト講師[16]
- 2025年2月｜that's raice オリジナルバッチ 発売[17]
- 2025年4月｜UNIQLO 広島7店舗 合同企画『この街と、一緒に。』イメージコラボ[18]